# Fausta (ópera)
Fausta es una ópera en dos actos con música de Gaetano Donizetti y libreto de Domenico Gilardoni. Se estrenó con éxito el 12 de enero de 1832 en el Teatro de San Carlos de Nápoles, Italia. La fuente literaria del libreto es Crispo, una tragedia improvisada por Tommaso Sgricci el 3 de noviembre de 1827.
Fue escrita teniendo presente a la prima donna Giuseppina Ronzi de Begnis. Se rumoreaba que De Begnis era la amante del rey.
Aunque el libreto había molestado al censor jefe, la producción pudo avanzar debido a la influencia que tenía De Begnis en las altas esferas. Donizetti escribió esta ópera para el cumpleaños del rey Fernando II de las Dos Sicilias. Walter Scott estuvo presente en el estreno y se ha sugerido que el rey le presentó al compositor; Scott creía que Fausta «carecía de música destacada». La ópera marcó el comienzo de una colaboración importante y fructífera con Ronzi de Begnis. Sólo 18 días separan el estreno de la Norma de Bellini en La Scala y la nueva ópera de Donizetti – ambientadas las dos en la Antigua Roma y su imperio. El propósito de Donizetti no era competir con la ópera de Bellini, sino simplemente alargar el éxito de su Anna Bolena de 1830.
La ópera, basada en acontecimientos históricos, implica las complicaciones que siguieron cuando Fausta, la esposa del emperador Constantino I se enamora de su hijastro. La precisión histórica deja bastante que desear; de hecho Maximiano (Massimiano) había muerto mucho antes de que estallara el incestuoso escándalo que implicaba a Fausta y Crispo.